# اناکوندا، بریتیش کلمبیا
اناکوندا، بریتیش کلمبیا (به انگلیسی: Anaconda, British Columbia) یک منطقهٔ مسکونی در کانادا است که در بریتیش کلمبیا واقع شده‌است.